# 後三年の役
後三年の役（ごさんねんのえき）は、平安時代後期の陸奥・出羽（東北地方）を舞台とした戦役。後三年合戦（ごさんねんかっせん）ともいう。前九年の役の後、奥羽を実質支配していた清原氏が滅亡し、勝利した藤原清衡を祖とする奥州藤原氏が登場するきっかけとなった。他方、朝廷の立場は冷淡で、清衡の勝利を助けた陸奥守・源義家は私戦を起こしたことを理由に10年にわたって官職から遠ざけられることとなった。

## 名称
「後三年の役」と現代に於いて呼ばれる戦役は、その発生当時には「陸奧に兵起る事」(『後二條師通記』應德3年9月28日条)、「世間義家合戰」(同上同年11月2日条)、「奧州合戰」(『爲房卿記』寛治元年7月9日条)、「陸奧合戰」(『本朝世紀』寛治元年8月19日条) などと記録された。

## 背景
11世紀、東北地方には出羽国に清原氏、陸奥国に安倍氏という強大な豪族が勢力を誇っていた。しかし陸奥国の安倍氏は陸奥国府と対立し、前九年の役で陸奥国司兼鎮守府将軍・源頼義に敗れて康平5年（1062年）に滅亡した。この時、戦役の最終局面で参戦して国府側戦勝の原動力となったのが、清原氏当主・清原光頼の弟・武則である。戦後の論功行賞で武則は従五位下鎮守府将軍の官位を与えられた。安倍氏の滅亡と武則の栄達により、清原氏は安倍氏の勢力圏であった陸奥国奥六郡に進出して支配下に置くこととなった。

また武則は前九年の役が終わった後、安倍氏側について処刑された豪族・藤原経清の妻（有加一乃末陪）を自らの跡継ぎ・武貞の妻とした。彼女は前九年の役で戦死した安倍氏当主・頼時の娘であり、安倍氏の血を清原氏に入れることで陸奥国内の旧安倍氏領の支配を円滑に継承しようとしたものとみられる。再婚時彼女には既に経清との間に生まれた息子がいた。この連れ子は武貞の養子となり、清原清衡と名乗った。さらにその後、武貞と彼女の間に、清原氏と安倍氏の惣領家の血を引いた家衡が生まれた。また武貞には別に嫡男・真衡がおり、真衡・清衡・家衡の3人の兄弟（真衡と家衡は異母兄弟、清衡と家衡は異父兄弟だが、真衡と清衡には血の繋がりはない）の分裂が後三年の役の発生原因となる。
|          |          |          |          |          |          |      |      |          |          |          |          |          |          |        |        |    |    |      |      |      |      |      |      |          |          |          |          |          |          |          |          |          |          |          |          |    |    |    |    |    |    |  |  |          |          |          |          |          |          |  |  |  |  |  |  |  |  |  |  |  |  |  |  |  |  |  |  |  |  |
|          |          |          |          |          |          |      |      |          |          |          |          |          |          |        |        |    |    |      |      |      |      |      |      |          |          |          |          |          |          |          |          |          |          |          |          |    |    |    |    |    |    |  |  |          |          |          |          |          |          |  |  |  |  |  |  |  |  |  |  |  |  |  |  |  |  |  |  |  |  |
|          |          |          |          |          |          |      |      | 安倍頼時 | 安倍頼時 | 安倍頼時 | 安倍頼時 | 安倍頼時 | 安倍頼時 |        |        |    |    |      |      |      |      |      |      | 清原武則 | 清原武則 | 清原武則 | 清原武則 | 清原武則 | 清原武則 | 清原光頼 | 清原光頼 | 清原光頼 | 清原光頼 | 清原光頼 | 清原光頼 |    |    |    |    |    |    |  |  | 女       | 女       | 女       | 女       | 女       | 女       |  |  |  |  |  |  |  |  |  |  |  |  |  |  |  |  |  |  |  |  |
|          |          |          |          |          |          |      |      | 安倍頼時 | 安倍頼時 | 安倍頼時 | 安倍頼時 | 安倍頼時 | 安倍頼時 |        |        |    |    |      |      |      |      |      |      | 清原武則 | 清原武則 | 清原武則 | 清原武則 | 清原武則 | 清原武則 | 清原光頼 | 清原光頼 | 清原光頼 | 清原光頼 | 清原光頼 | 清原光頼 |    |    |    |    |    |    |  |  | 女       | 女       | 女       | 女       | 女       | 女       |  |  |  |  |  |  |  |  |  |  |  |  |  |  |  |  |  |  |  |  |
|          |          |          |          |          |          |      |      |          |          |          |          |          |          |        |        |    |    |      |      |      |      |      |      |          |          |          |          |          |          |          |          |          |          |          |          |    |    |    |    |    |    |  |  |          |          |          |          |          |          |  |  |  |  |  |  |  |  |  |  |  |  |  |  |  |  |  |  |  |  |
| 藤原経清 | 藤原経清 | 藤原経清 | 藤原経清 | 藤原経清 | 藤原経清 |      |      | 女       | 女       | 女       | 女       | 女       | 女       |        |        |    |    |      |      |      |      |      |      | 武貞     | 武貞     | 武貞     | 武貞     | 武貞     | 武貞     | 武衡     | 武衡     | 武衡     | 武衡     | 武衡     | 武衡     | 女 | 女 | 女 | 女 | 女 | 女 |  |  | 吉彦秀武 | 吉彦秀武 | 吉彦秀武 | 吉彦秀武 | 吉彦秀武 | 吉彦秀武 |  |  |  |  |  |  |  |  |  |  |  |  |  |  |  |  |  |  |  |  |
| 藤原経清 | 藤原経清 | 藤原経清 | 藤原経清 | 藤原経清 | 藤原経清 |      |      | 女       | 女       | 女       | 女       | 女       | 女       |        |        |    |    |      |      |      |      |      |      | 武貞     | 武貞     | 武貞     | 武貞     | 武貞     | 武貞     | 武衡     | 武衡     | 武衡     | 武衡     | 武衡     | 武衡     | 女 | 女 | 女 | 女 | 女 | 女 |  |  | 吉彦秀武 | 吉彦秀武 | 吉彦秀武 | 吉彦秀武 | 吉彦秀武 | 吉彦秀武 |  |  |  |  |  |  |  |  |  |  |  |  |  |  |  |  |  |  |  |  |
|          |          |          |          |          |          |      |      |          |          |          |          |          |          |        |        |    |    |      |      |      |      |      |      |          |          |          |          |          |          |          |          |          |          |          |          |    |    |    |    |    |    |  |  |          |          |          |          |          |          |  |  |  |  |  |  |  |  |  |  |  |  |  |  |  |  |  |  |  |  |
|          |          |          |          | 清衡     | 清衡     | 清衡 | 清衡 | 清衡     | 清衡     | 源頼義   | 源頼義   | 源頼義   | 源頼義   | 源頼義 | 源頼義 |    |    | 家衡 | 家衡 | 家衡 | 家衡 | 家衡 | 家衡 | 真衡     | 真衡     | 真衡     | 真衡     | 真衡     | 真衡     |          |          |          |          |          |          |    |    |    |    |    |    |  |  |          |          |          |          |          |          |  |  |  |  |  |  |  |  |  |  |  |  |  |  |  |  |  |  |  |  |
|          |          |          |          | 清衡     | 清衡     | 清衡 | 清衡 | 清衡     | 清衡     | 源頼義   | 源頼義   | 源頼義   | 源頼義   | 源頼義 | 源頼義 |    |    | 家衡 | 家衡 | 家衡 | 家衡 | 家衡 | 家衡 | 真衡     | 真衡     | 真衡     | 真衡     | 真衡     | 真衡     |          |          |          |          |          |          |    |    |    |    |    |    |  |  |          |          |          |          |          |          |  |  |  |  |  |  |  |  |  |  |  |  |  |  |  |  |  |  |  |  |
|          |          |          |          |          |          |      |      |          |          |          |          |          |          |        |        |    |    |      |      |      |      |      |      |          |          |          |          |          |          |          |          |          |          |          |          |    |    |    |    |    |    |  |  |          |          |          |          |          |          |  |  |  |  |  |  |  |  |  |  |  |  |  |  |  |  |  |  |  |  |
|          |          |          |          | 義家     | 義家     | 義家 | 義家 | 義家     | 義家     | 義光     | 義光     | 義光     | 義光     | 義光   | 義光   | 女 | 女 | 女   | 女   | 女   | 女   |      |      | 成衡     | 成衡     | 成衡     | 成衡     | 成衡     | 成衡     |          |          |          |          |          |          |    |    |    |    |    |    |  |  |          |          |          |          |          |          |  |  |  |  |  |  |  |  |  |  |  |  |  |  |  |  |  |  |  |  |
|          |          |          |          | 義家     | 義家     | 義家 | 義家 | 義家     | 義家     | 義光     | 義光     | 義光     | 義光     | 義光   | 義光   | 女 | 女 | 女   | 女   | 女   | 女   |      |      | 成衡     | 成衡     | 成衡     | 成衡     | 成衡     | 成衡     |          |          |          |          |          |          |    |    |    |    |    |    |  |  |          |          |          |          |          |          |  |  |  |  |  |  |  |  |  |  |  |  |  |  |  |  |  |  |  |  |

後三年合戦関連系図

### 清原貞衡
前九年の役で陸奥守を務めた源賴義は、安倍氏が陸奥の「郡県を領し以て胡地と爲し」、「人民を驅し以て蠻虜と爲」したこと、及び数十年に亘って国務に従わなかったことに安倍氏追討の大義名分を求め、さらに陸奥平定を以て「夷狄の居するところ已に公地と爲り」、「叛逆の輩は皆王民と爲」ったと主張した。安倍氏滅亡後は、朝廷に比較的従順であった清原氏の武則が鎮守府将軍として六郡を統治したことで、六郡もまたその「公地」と同じように看做されたと考えられるが、それでは租税納入や貢物進上なども安倍氏統治時代以前に復旧したか、延いては東北は平穏無事であったかというと、ことはそう簡単ではなかった。
賴義の後任として陸奥国に赴いた高階經重は、結局何もなしとげないままに空しく帰京した。解任または辞任の記録もないことから、遥任にきりかわっていたとも、また前九年の役の後も陸奥に逗留し、安倍氏餘類の掃討にあたっていた前陸奥守の賴義が再任したとも言われる。康平6年1063に安倍貞任らの首級の受取役を任じた源賴俊は、經重退任を承けて治暦3年1067に陸奥守に就任したが、当時すでに朝憲を蔑ろにする輩が跋扈していた為、延久2年1070の暮れ頃までかかってそういった輩を退治したという。
東北がかくまで乱れていたことなどに鑑みると、武則は鎮守府将軍就任後まもなく死去したとも考えられ、陸奥守不在 (遥任)、鎮守府将軍も不在 (死去) という情況下で在庁官吏の綱紀は弛緩し、結果として横領などが蔓延ったと考えられる。賴俊はこういった輩を「諸公事の輩」と呼び平定した。
「諸公事の輩」と並んで退治を受けた者に「衣曾別嶋の荒夷並びに閇伊七村の山徒」がある。延久2年1070の遅くも9月までにこの荒夷山徒を平定した賴俊は、翌10月に中央へ解文を送って褒賞を求めた。しかし中央からは「後の仰せ」を待てという宣旨が翌3年10715月に届いたきり、途絶えてしまった。そこで賴俊は同年9月ころまでに参洛したが、この時の使者の中に「清原貞衡」なる人物が交じっていた。貞衡は荒夷の追討に武功をあげたとみられ、それにより当時空位であったと考えられる鎮守府将軍の職を拝任した。しかし賴俊に恩賞の御沙汰はなく、不満を覚えた賴俊は朝廷に哀訴した (「賴俊申文」と呼ばれる)。この申文によって貞衡の存在が知られるようになったが、その素性については明らかでない。清原眞衡 (武則孫) の誤写説、清原武貞 (武則子) の別名説、いづれとも異なる実在の人物説などがある。

## 経緯

### 真衡の養子成衡の婚姻と清原氏の内部分裂
武貞の死後、清原氏の惣領の地位を嗣いだ真衡であったが、真衡には嫡男が生まれなかったので、真衡は海道小太郎成衡という人物を養子に迎えた。成衡は「海道小太郎」の通称から、「海道四郡」と称された陸奥国南部の石城郡・楢葉郡・磐前郡・菊多郡地域の出身とみられる。成衡は『清原系図』で平安忠の子とされ、安忠を「菊多権守」とする系図があることとも合致するが、安忠の子とみるには世代にずれがあるため、安忠の子孫の可能性が高いとされる。これで清原氏は常陸平氏との縁戚関係が出来たことになる。
更に真衡は源氏との縁戚関係の構築を目論み、永保年間（1081年 - 1083年）の初めごろに常陸国から源頼義の娘とされる女性を迎え、成衡の嫁とした。この女性の詳細は不明だが、『奥州後三年記』によると、頼義が陸奥国に向かう途中、平国香流の多気権守宗基という人物の娘と一夜を共にし、その時に生まれた娘であるとされる。これが事実であれば、清原氏には常陸平氏、河内源氏の惣領家に近い系統の血が一気に入る一方で、清原氏と安倍氏の惣領家の血を引く家衡は清原氏の嫡流から外れるということになる。
成衡の婚礼の際、陸奥の真衡の館に出羽から真衡の叔父（武則の甥かつ娘婿）にあたる吉彦秀武が祝いに訪れた。秀武は朱塗りの盆に砂金を盛って頭上に捧げ、真衡の前にやってきたが、真衡は「五そうのきみ」という奈良法師と碁に夢中になっており、秀武を無視し続けた。面目を潰された秀武は大いに怒り、砂金を庭にぶちまけて鎧を身につけ、郎党たちには武装させて出羽に帰っていった。

### 源義家の介入と真衡の急死
真衡は秀武の行為を聞いて直ちに秀武討伐の軍を起こした。一方の秀武は、真衡と不仲であった家衡と清衡に使者を送って蜂起を促した。2人は秀武に呼応して兵を進め、伊沢郡（胆沢郡）白鳥村の在家400余を焼き払った後に真衡の館に迫った。これを知った真衡が軍を返して家衡と清衡を討とうとした為、2人は決戦を避けて本拠地へ後退した。
家衡と清衡を戦わずして退けた真衡は、再び秀武を討とうと出撃の準備を始めた。永保3年（1083年）の秋、源頼義の嫡男で成衡の妻の兄である源義家が陸奥守を拝命して陸奥国に入ったため、真衡は義家を三日間に渡って歓待し、その後に出羽に出撃した。家衡と清衡は真衡の不在を好機と見て再び真衡の館を攻撃したが、すでに備えをしていた真衡方が奮戦した上、義家の部下の兵藤正経とその娘婿・伴助兼が真衡側に加勢したため、清衡・家衡は大敗した。ところが出羽に向かっていた真衡は行軍の途中で病のために急死してしまった。

### 清衡と家衡の抗争
真衡の死後、義家は真衡の所領であった奥六郡を3郡ずつ清衡と家衡に分与した。この時、清衡には南の肥沃な和賀郡、江刺郡、胆沢郡、家衡には北の岩手郡、紫波郡、稗貫郡が与えられたために、家衡が清衡に怨みを抱いたとされる。なお、真衡の養子かつ義家の義理の兄弟でもある成衡に対する義家の処置ははっきりしない。
清衡に怨みを抱いた家衡は、応徳3年（1086年）夏に清衡の住居を攻撃し焼き払った。妻子一族を殺された清衡は辛くも生き延びて義家に助けを求め、義家は清衡を支援することを決定した。9月に朝廷は義家の次弟義綱の陸奥国への派遣を協議したものの（『後二条師通記』）、派遣は実現しなかった。義家は数千騎を率いて沼柵（秋田県横手市雄物川町沼館）に籠もった家衡を攻撃したが、季節は冬となり、凍死者や餓死者を出した義家軍は撤退を余儀なくされた。家衡の叔父である武衡は家衡勝利の報を聞いて家衡のもとに駆けつけ、家衡が義家に勝ったのは武門の誉れとして喜び、難攻不落といわれる金沢柵（横手市金沢中野）に移ることを勧めた。
寛治元年（1087年）7月、朝廷では「奥州合戦停止」の官使の派遣が決定。8月には義家の三弟義光が無断で義家のもとに下向し、9月に勝手に陸奥国に下向したことを理由に朝廷から官職を停任された（『本朝世紀』『為房卿記』）。同月、義家・清衡軍は金沢柵に拠った家衡・武衡軍を攻めた。だがなかなか金沢柵を落とすことは出来なかったため、吉彦秀武は兵糧攻めを提案した。
包囲したまま秋から冬になり、飢餓に苦しむ女子供が投降してくる。義家はいったんはこれを助命しようとしたが、食糧を早く食べ尽くさせるために皆殺しにした。これに恐怖したため柵内から降伏するものはなくなり、これによって糧食の尽きた家衡・武衡軍は金沢柵に火を付けて敗走した。武衡は城中の池に潜んでいるところを捕らえられて斬首され、家衡は下人に身をやつして逃亡を図ったが県小次郎次任という者に討ち取られた。戦いが終わったのは11月14日（1087年12月11日）であった。
捕らえられた武衡の処遇について、義光は降人として助命を進言したが、義家は降人とはかつての安倍宗任のように戦場を逃れた後に悔いて出頭した者のことであり、武衡のように抗戦して戦場で捕縛された者は降人にはあたらないとして義光の意見を退けた。

### 戦後処理
義家は謀反人の武衡・家衡を討ったので、官符を発してもらいたいという旨の国解を朝廷に送ったが、朝廷は上記戦役を義家の私戦として官符の発出は行われず、これに対する勧賞は行われなかった。さらに義家は陸奥守を解任され、翌寛治2年（1088年）正月に後任の陸奥守として藤原基家が任じられた。『奥州後三年記』は「首を道に捨てむなしく京へのぼりにけり」と結ばれている。
また義家が役の間、決められた黄金などの貢納を行わず戦費に廻していた事や官物から兵糧を支給した事から、その間の官物未納が咎められ、義家はなかなか受領功過定を通過出来なかった。そのため義家は新たな官職に就くことも出来なかった。ちなみに10年後の承徳2年（1098年）、白河法皇の意向で受領功過定が下りるまでその未納を請求され続けた。義家は約10年にわたり「前陸奥守」のままであったが、承徳2年にようやく院への昇殿が許されたことで長い冷遇の時期を脱することとなった。
結果として義家は、主に関東から出征してきた将士に私財から恩賞を出したが、このことが却って関東における源氏の名声を高め、後に玄孫の源頼朝による鎌倉幕府創建の礎となったともいわれている。
戦役後、清衡は清原氏の旧領すべてを手に入れることとなった。清衡は、実父である藤原経清の姓藤原に復し（奥州藤原氏）、清原氏の歴史は幕を閉じた。

## 逸話

### 雁行の乱れ

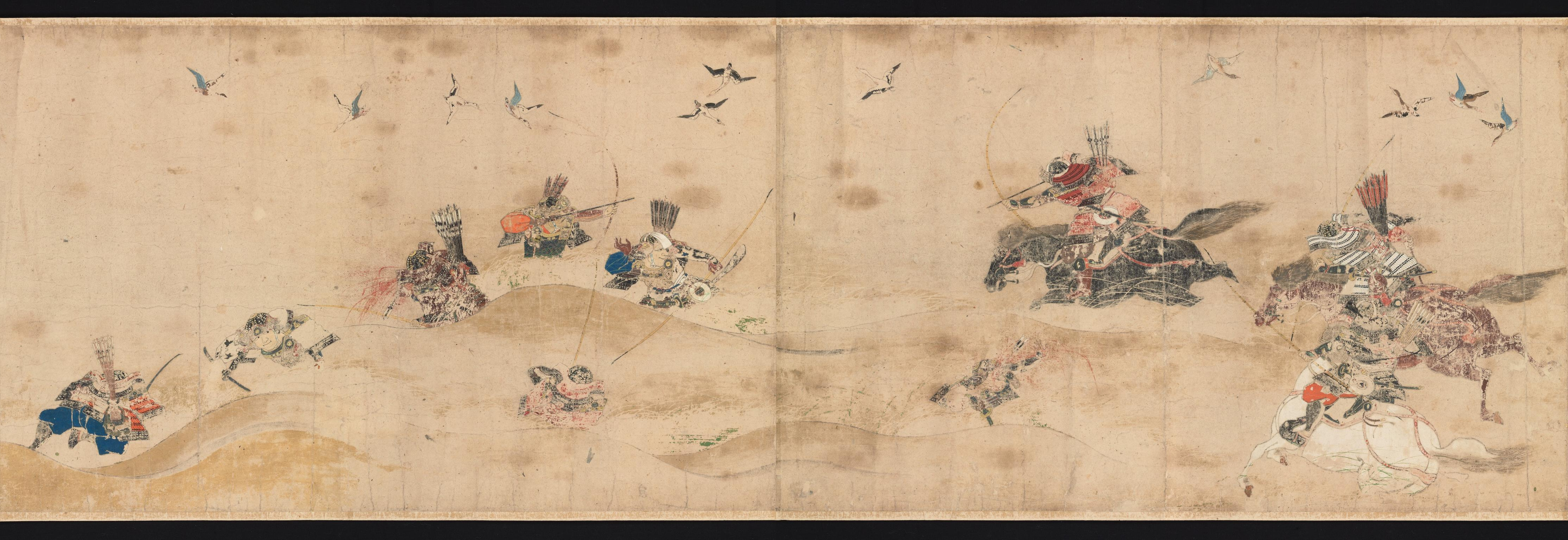
『後三年合戦絵巻』（金沢柵付近 1087年） 源義家軍は、雁の飛ぶ列の乱れから敵の伏兵（左下）を知った。

源氏軍が家衡・武衡軍の籠もる金沢柵へ行軍中、西沼（横手市金沢中野）の付近を通りかかった。義家が馬を止め上空を見ると、通常は整然と列をなして飛ぶ雁が乱れ飛んでいた。それを見た義家はかつて大江匡房から教わった孫子の兵法を思い出し、清原軍の伏兵ありと察知し、これを殲滅した。義家は「江師（ごうのそつ）の一言なからましかばあぶなからまし」と語ったという。
かつて前九年の役の後、京の藤原頼通邸で源義家の戦功話を評していた際、「器量は賢き武者なれども、なお軍（いくさ）の道を知らず」と匡房がつぶやいたということが、義家の家人を通じて義家本人に伝わり、怒り出すどころか辞を低くして匡房の弟子となったと伝えられている。また、匡房は義家の弟の義光に笙の笛の秘伝を教えたともいう。後に匡房の曾孫大江広元は鎌倉幕府創建に功をなした。なお、『後三年合戦絵詞』のなかでは知識の多い老人である匡房から兵法を教わったとあるが、実際は大江匡房の方が義家よりも若い（匡房が2歳ほど年下）。
義家が馬を止めた丘は後に「立馬郊（りつばこう）」と呼ばれた。立馬郊は近代に入って大正天皇即位記念園として整備されている。また、現在西沼には後三年の役をテーマにした公園「平安の風わたる公園」がある。『後三年合戦絵詞』（東京国立博物館所蔵。戎谷南山模写は金澤八幡宮所蔵）でもこの雁行の乱れのシーンが一番有名である。これに因み、西沼の横手市側の対岸にある美郷町飯詰付近では雁の里と名乗っている。

### 鎌倉権五郎景政の奮戦
源義家方の先鋒軍に、鎌倉景政（権五郎）という16歳の若武者がいた。清原軍の放った矢が右目に刺さるも、その敵を逆に射殺し、自陣に帰った。苦しむ景政に対し仲間の三浦平太郎為次が駈け寄り、矢を抜こうと景政の顔に足をかけた。景政は怒り為次に斬りかかった。驚いた為次に対し、景政は「武士であれば矢が刺さり死ぬのは本望だが、土足で顔を踏まれるのは恥辱だ」と言ったという。為次は謝り改めて膝で顔を押さえ矢を抜いたと伝えられている。景政の子孫には鎌倉幕府創建の功臣梶原景時がいる。
景政が目を洗った川である厨川には片目の鰍が住むようになったという伝説がある。また、戦の後に景政が敵の屍を集めて葬り杉を植えた塚は現在「景正功名塚」と呼ばれている。塚の周辺は、大正期に伊藤直純らにより金沢公園として整備された。塚の杉は大木となっていたが、二次大戦後、火災に遭い現在は幹だけが残っている。
宮城県亘理町（経清の本拠地）にも同様の伝承があり、矢抜沢（亘理町逢隈田沢字柳沢）という地名があり、沢のほとりに「権五郎矢抜石」という石がある。矢を射掛け逆に首を取られたのは、鳥海弥三郎（安倍宗任とする伝承があるが時代が違う）という清原武衡の家人で阿武隈川河口鳥の海の住人であると、亘理町で以前作られた郷土史の資料の中にもあったが、鳥海弥三郎を亘理町荒浜の鳥の海の住人とする説は、亘理町立郷土資料館の学芸員に聞いたところ、その後の調査・研究の結果誤りであることが分かり、前九年の役の時安倍頼時の三男で「鳥海柵（とのみのさく）」を守っていた安倍宗任（むねとう）の事を「安倍鳥海三郎宗任」と呼ばれていたことから、やはり安倍宗任の事か、そこから作られた実在しない伝説の人と思われる。

### 剛臆の座
金沢柵攻撃時に義家は、士気を高めるために戦闘で勇敢に振る舞った者と臆病だった者をつかせるための剛の座・臆の座（剛臆の座）を設けた。義光の郎党・藤原季方は常に剛の座につく勇者であったのに対し、末割四郎惟弘という者は剛の座に一度もつくことがなかった。そのために惟弘は先駆けをしたが的の矢が頸骨に当たり討ち死にし、その頸の傷から先に食べた飯粒が出てきて人々に嘲笑されたという。